# Cyphocharax modesta
O Cyphocharax modesta ou Cyphocharax modestus é uma espécie de peixe escamado pertencente ao gênero Cyphocharax e à família curimatidae. Trata-se de uma espécie nativa da América do Sul, mais especificamente do interior do estado de São Paulo, sul do Mato Grosso do Sul e porção mais setentrional da região sul do Brasil.
Este peixe também é conhecido popularmente pelos nomes de saguiru ou saguiru-curto

## Habitat
Seu habitat predominante são os rios, represas  e lagos de água doce. Por se tratar de um peixe oriundo de áreas sob o predomínio de climas tropical e subtropical, essa espécie apresenta predileção por águas mornas, não sendo muito tolerante a águas mais frias. Entretanto consegue resistir aos dias de frio mais intenso que comumente ocorrem durante o outono e inverno na sua área de ocorrência.

## Morfologia
Os espécimes machos são maiores que as fêmeas desta espécie, podendo alcançar até 16 centímetros de comprimento, considerando a medida da cabeça até a ponta da cauda.

## Distribuição geográfica
O Cyphocharax modesta ocupa as porções paulistas da bacia hidrográfica do rio Paraná, incluindo as sub-bacias dos rios Tietê e Piracicaba. Na região sul Brasil esta espécie de peixe  também se distribui por diversos afluentes do rio Paraná. Já no estado do Mato Grosso do Sul, pode ser encontrado em setores da bacia do rio Paraguai.